# Weinkelter beim Castellum Regis
Die Weinkelter beim Castellum Regis ist die Kelter der ehemaligen Weinkellerei der Burg Castellum Regis in Miʿilya, Israel. Sie ist die größte bekannte Weinkelter aus der Kreuzfahrerzeit und als archäologische Fundstätte erschlossen und erhalten. Zwei calcatoria des 12. Jahrhunderts mit Ablaufrinne zu einer römischen Zisterne als Gärbehälter überbaut von mamlukischen Bögen bilden die Hauptstrukturen des Ensembles, in dem die Kelter den archäologischen Schaubereich (מוּזֵיאוֹן הַמֶּלֶךְ Mūzeyʾōn haMelech) unter dem im August 2019 eröffneten Gasthaus „Château du Roi“ bildet. Auf Wunsch werden Führungen angeboten.

## Lage
Der Komplex aus drei Häusern befindet sich 25 Meter nördlich der Kirche Unserer Lieben Frau von der Verkündigung und reichen bis auf wenige Meter nordöstlich an den Nordostturm der Deutschordensburg Castellum Regis heran. Der Komplex erstreckt sich von West nach Ost auf 40 Meter Länge entlang der 2,4 Meter dicken nördlichen äußeren Mauer des Burgbezirks.

## Geschichte
Das Ensemble aus Kelter und Restaurant existiert nur durch das private Engagement der Hauseigentümerin und dank einer Bürgerinitiative am Ort, angestoßen vom ortsansässigen Archäologen Rabei Khamisy, die und der solches Engagement ermutigt und unterstützt. Salma ʿAssaf und ihr 2012 verstorbener Mann, der Polizist Labib ʿAssaf (hebräisch לַבִּיבּ עַסָּאף Labīb ʿAssāf, arabisch لَبِيب عَسَّاف) hatten nahe der Burg von Verwandten Häuser zusammengekauft. Beide stellten Überlegungen und Vorbereitungen schon ab 2002 an, um die lange leer stehenden Gebäude einer neuen Nutzung zuzuführen, eine Weinbar war angedacht.
Das Ensemble entstand, indem die Eigentümerin Salma ʿAssaf (hebräisch סַלְמָה עַסָּאף Salma ʿAssāf, arabisch سَلْمَى عَسَّاف) drei ihrer Häuser zu einem Komplex zusammenfasste. Geboren 1953 gehört sie zur ersten Generation, deren Angehörige die israelische Bildungseinrichtungen nutzen konnten und studierte an der Universität Haifa Geschichte, doch vor dem damaligen Hintergrund traditioneller Geschlechterrollen und schwerem Zugang zu akademischen Berufen für Angehörige der arabischen Minderheit, verdiente sie ihren Lebensunterhalt als Tankstellenbesitzerin in Miʿilya.
Als die Bauarbeiten schließlich begannen, nutzte Salma ʿAssaf die Gelegenheit, in dem Bau nach einem Kellerraum aus osmanischer Zeit zu suchen, in dem Vorfahren ihres verstorbenen Mannes während längerer Abwesenheiten zur Ernte in den Feldern ihre Wertsachen versteckten. Salma ʿAssaf stieß dabei auf zwei bearbeitete flache Steine und rief den ortsansässigen Archäologen Rabei Khamisy hinzu, um deren Bedeutung einzuschätzen. Khamisy erkannte Baurelikte der Kreuzfahrerzeit und riet, sich das weitere Vorgehen gut zu überlegen.
Um weiter zu graben, brauche ʿAssaf eine Genehmigung der Antikenbehörde (רָשׁוּת הָעַתִּיקוֹת Raschūt haʿAttīqōt), die er, da er dort durch seine Grabungskampagnen als Fakultätsmitglied des Zinman-Institut für Archäologie der Universität Haifa bestens bekannt sei, schnell beschaffen könne. Da die Antikenbehörde aber vermutlich kein Budget für fachgerechte Grabungen bereitstellen könnte, warnte er Salma ʿAssaf vor den Kosten, die sie selbst bestreiten müsse. Alternativ könnte sie alles wieder zuschütten.
In dem Geschichtsbewusstsein welcher Fund zu Tage getreten war, schlug Salma ʿAssaf den teuren und langwierigen Weg ein. „‹Einfach in den Ruinen losbuddeln, kam für meine Mutter nicht infrage›, erzählt ihr Sohn Chalil. So finanzierte die Familie ihre eigene Ausgrabung, in enger Zusammenarbeit mit Archäologen aus Haifa – was die Bauarbeiten enorm verteuerte und fast 15 Jahre andauern ließ.“ Die Universität Haifa steuerte aus ihrem Budget auch zu den Kosten bei.

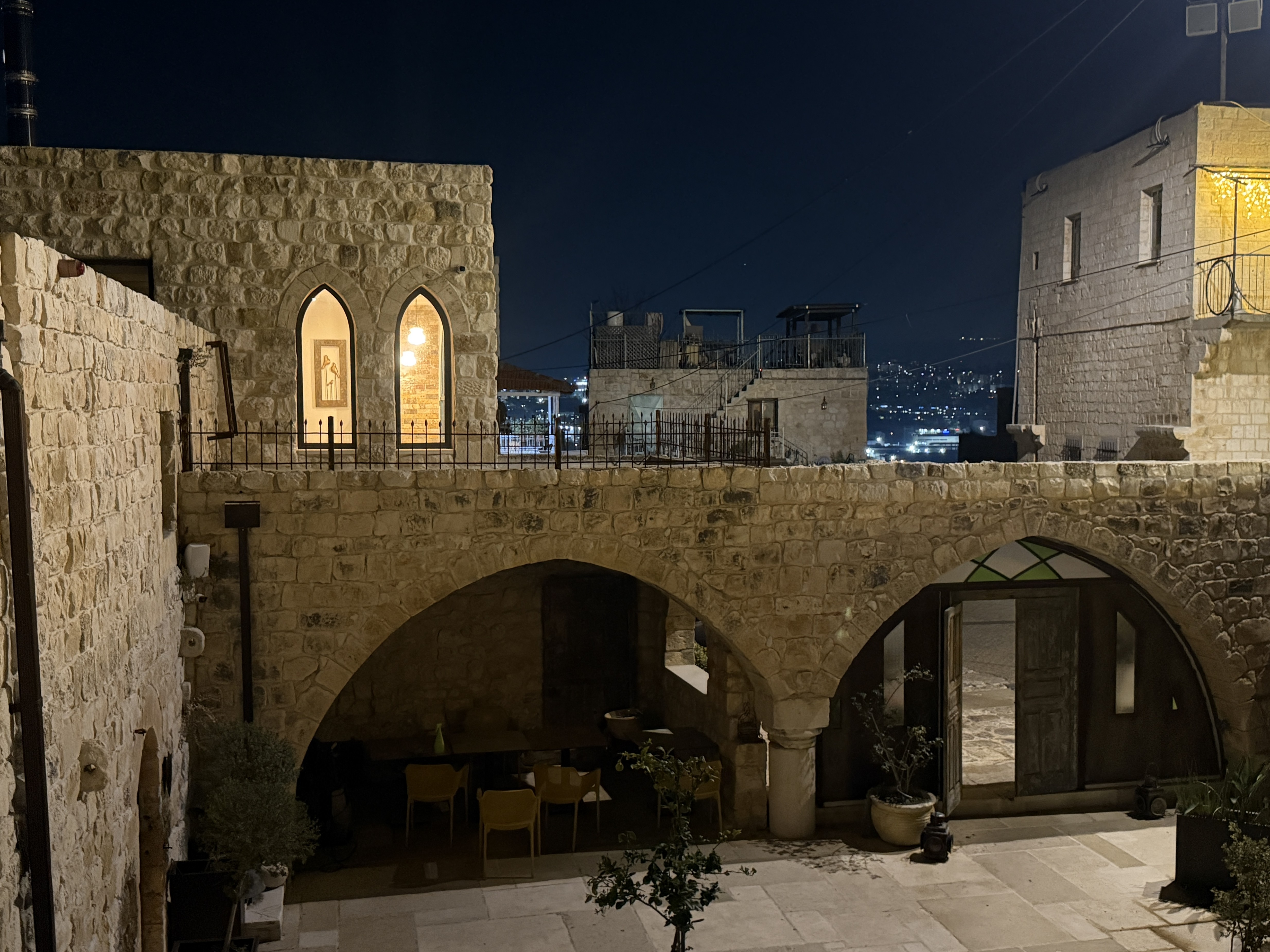
Abendlicher Blick über den Hof der Außengastronomie mit Fassade (links) der Bauten über der Weinkelter, 2024

Khamisy richtete Grabungsstätten in den östlichen Bauten des Ensembles ein, die beide aus dem 18./19. Jahrhundert der osmanischen Zeit stammten. Das mittlere der drei Häuser wurde zu Beginn des 20. Jahrhunderts erneuert, das östliche Haus des Ensembles wurde für die Grabungen komplett abgetragen. In mehreren Grabungskampagnen Juli–Oktober 2017, August 2018 und März 2019 deckten die Beteiligten um Khamisy eine Traubenpresse, lateinisch calcatorium (daher der deutsche Begriff Kelter), aus der Kreuzfahrerzeit auf, das mit 12 Quadratmetern Fläche um ein Drittel größer ist, als die bisher bekannte größte Kreuzfahrerkelter bei der nahegelegenen Deutschordensburg Montfort.
Ein Calcatorium ist ein steinernes Becken aus Einfassung und geneigtem, flachem Steinboden, in welchem Winzer und ihre Mitarbeiter nach der Weinlese die geherbsteten Trauben stampfend auspressen, wobei der Saft durch eine tiefer gelegene Rinne zur weiteren Verarbeitung abgeleitet wird. Die Archäologen gruben noch einen Meter weiter, um den Fund besser konservieren zu können und fanden ein zweites calcatorium, in den Ausmaßen identisch mit dem ersten – ein einzigartiger Fund. „‹Wir kennen sonst keine Anlage aus dieser Zeit mit einem doppelten Tretboden, und die Größe ist zusätzlich außergewöhnlich›, sagt Khamisy.“ In zwei Wochen weiteren Grabens brachten die Beteiligten, darunter vor allem Mitglieder der Familie ʿAssaf mit Kellen, Schaufeln und Hacken, zudem Spuren einer kreuzfahrerzeitlichen Entwässerung zu Tage.

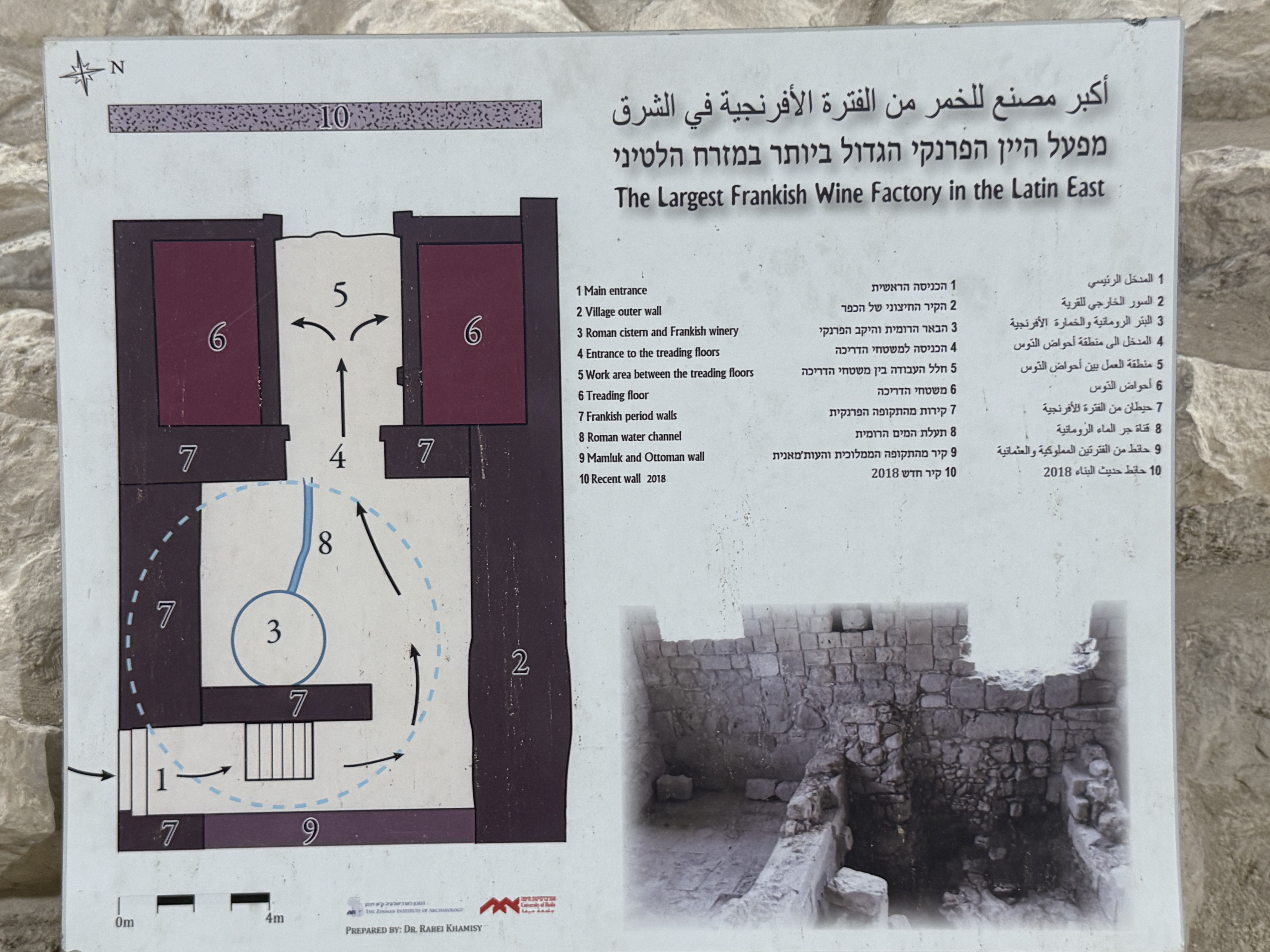
Photo und Grundriss mit (1) Kellertreppe, (2) Außenmauer des Burgbezirks, (3) Zisterne (Bodenumfang gestrichelt), (4) Übergang zu und (5) Raum zwischen den Calcatoria, (6) Calcatoria, (7) Mauern aus Kreuzfahrerzeit, (8) Rinne, (9) Mauer aus Mamluken- oder osmanischer Zeit sowie (10) Mauer von 2018

Die ergrabenen Teile der Kellerei gliedern sich in zwei Räume, im westlichen fanden die Ausgräber die calcatoria, im östlichen eine Zisterne, neben der eine Treppe im Südosten des Raums die Verbindung nach oben herstellt. Die Anlage aus Calcatoria, Rinne und Zisterne gehören zum Aufbau einer Weinkellerei, wobei die Zisterne offenbar als Gärbottich diente für den in den calcatoria stampfend ausgepressten Traubensaft. Während in Quellen der Kreuzfahrerzeit wie ‹Urkunde Nr. 128› der Tabulae Ordinis Theutonici Weinberge in Miʿilya Gegenstand von Käufen, Stiftungen und anderen Übertragungen oder auch nur zur Ortsbestimmung anderer Objekte genannt sind, ist von Kellereien nicht die Rede, weshalb Khamisy annimmt, die ausgegrabene Weinkellerei sei als herrschaftliches Regal als einzige am Ort geführt worden.
In der Kelter tauchten keinerlei frühislamische Funde auf, wie bei allen bisherigen Grabungen in Miʿilyas Ortskern, die von der muslimischen Herrschaft zeugen würden, die nach der Arabischen Eroberung der Levante dort das byzantinische Ostrom ablöste, bevor die Kreuzfahrer ihre Staaten errichteten. Khamisy datiert die Kelter aufs 12. Jahrhundert anhand von Scherben glasierten Essgeschirrs des 10. bis 12. Jahrhunderts aus der Mörtelschicht unter den Bodenplatten der calcatoria, auch die Bauweise und die christlichen Steinmetzzeichen verweisen auf die Kreuzfahrerzeit. Aus den direkt auf der Kelter gelegenen abgetragenen Schichten bargen die Ausgräber Münzen und Keramikscherben des 13. Jahrhunderts, darunter St. Simeonsware aus den Werkstätten im heutigen Samandağ, Kochgeschirr aus Beirut und Schalen in Protomajolika, was die Nutzung nach der mamlukischen Eroberung nachweist.
Die sechs Meter ins Grundgestein geschlagene Zisterne barg in ihrer Verfüllung Spuren, die unerwartet weit zurückreichen. Die runde obere Öffnung der Zisterne misst 2,4 Meter im Durchmesser, am Grund beträgt er acht Meter. Die obere Schicht bestand aus Material der Kreuzfahrerzeit, die gegen ihr Ende eingetragen wurde, darunter folgten auf vier Meter Tiefe Sedimente aus der Weinproduktion. Unter dieses Resten lagen Steine, wohl hereingestürzte Trümmer, verdichtet in Sedimenten stehenden Wassers, die darauf verwiesen, dass der Zerstörung eine lange Zeit ohne menschliche Nutzung folgte. Unter den Steinen, offenbar durch diese zerschlagen, fanden sich Fragmente römischen Essgeschirrs und römischer Öllampen, gebettet auf 20 cm Sedimenten langjähriger Wasserspeicherung als unterste Schicht. So fehlen auch hier Funde der frühislamischen Zeit.

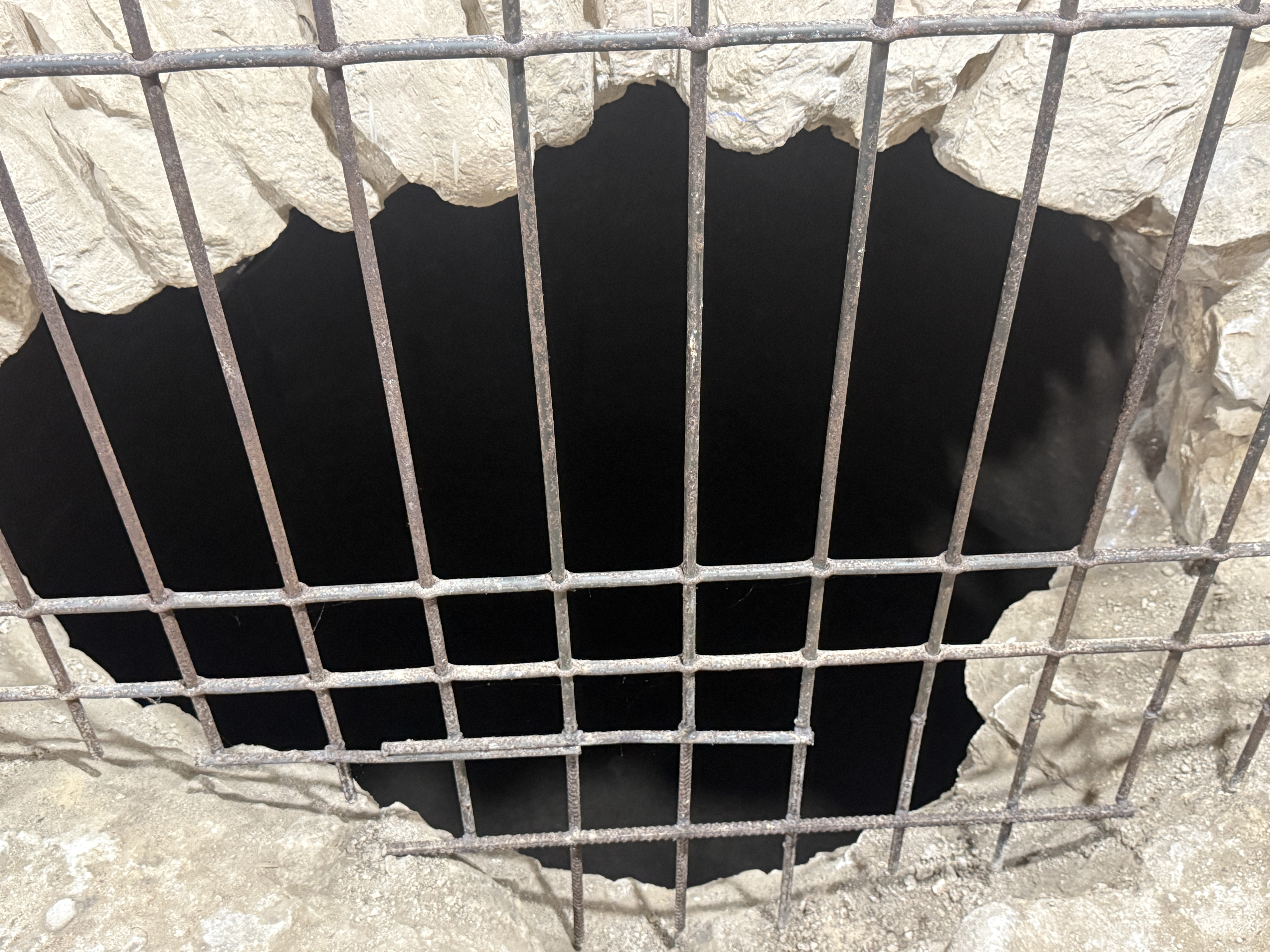
Luke zur römischen Zisterne unter mamlukischem Gewölbe, 2024

In mamlukischer Zeit wurden Kelter und Zisterne aufgegeben, letztere mit einem Gewölbe gedeckelt, vier Pfeiler auf kreuzfahrerzeitlichen Boden gesetzt, der ansonsten mit 1,1 Metern Schutt und Trümmern zerstörter Kreuzfahrerbauten aufgefüllt wurde, um darüber das Bodenniveau für zwei neue mamlukische Häuser zu setzen, die jedoch die äußere Mauer des Burgbezirks einbezogen. In der Schuttschicht fanden sich Münzen wie Scherben von Keramik und Glas, womit diese Schicht ins 13./14. Jahrhundert zu datieren ist. Die mamlukischen Häuser blieben in ihren Grundmauern in den beiden osmanischen Gebäuden erhalten, die bei Beginn der Grabungen noch bestanden und in denen sich Scherben der regional bekannten Gebrauchskeramik aus Rashaya al-Foukhar bis hin zu Spuren aus den ersten Jahrzehnten des Staates Israel fanden. Khamisy revidierte seine 2013 geäußerte Ansicht, dass die Kreuzfahrer keine Bauten in der Nähe der Burg zuließen, um freies Schussfeld zu haben, denn die Weinkellerei war genau dies, ein Gebäude neben der Burg.

## Anlage
Die Anlage besteht aus dem Bau der 1950er Jahre am Nordostturm der Burg, dem anschließenden osmanischen Altbau über den calcatoria und dem stilistisch angepassten neuen Gebäude über dem Zisternenraum, das das Ensemble im Osten abschließt. Salma ʿAssaf ließ den erhaltenen osmanischen Altbau über dem westlichen Grabungsfeld unter Wahrung des ursprünglichen Charakters renovieren und beließ die Ebenen, Fenster und Bögen originalgetreu. Südlich vor dem Ensemble befindet sich ein dreieckiger Außenbereich, übermannshoch ummauert, der der Außengastronomie dient.
Das Ensemble ließ Salma ʿAssaf für die Bedürfnisse eines Gasthauses mit zwei Fremdenzimmern und Restaurant ausbauen, wozu sie die Wände zwischen den Häusern öffnete. Im osmanischen Altbau inmitten des Ensembles richtete sie den Gastraum ein, wobei sie im Dielenboden Glasplatten einließ, die Einblicke in die darunter im Keller zur Schau stehenden Reste der calcatoria gewähren. Zwischen den dicht beieinander stehenden Bögen im Altbau bilden Rundhölzer vom Zedrachbaum die Decke, womit das osmanische Bauen sich lokal verfügbarer Rohstoffe bediente.
Im August 2019 erfüllte sich Salma ʿAssafs Traum, die 17 Jahre damit verbrachte, den Ort zu renovieren und zu restaurieren, als das Restaurant seine Türen öffnete. ʿArraf gewann Ilyan Layyus als Chef, der nach Jahrzehnten einer Kochkarriere, die ihn von New York in den USA nach Padua in Italien führte, in seinen Geburtsort zurückkehrte, um in Miʿilya den geneigten Gästen italienische Küche mit regionalen Anklängen zu bieten. Das Restaurant erhielt in Anlehnung an die französische Bezeichnung der benachbarten Burg den Namen „Château du Roi“, italienische Küche hin oder her.
Salma ʿAssaf bestimmte die Gestaltung des Innenraums und der zwei Fremdenzimmer. Diese bieten aus den Fenstern mit der erhöhten Ortslage des Gebäudes weite Ausblicke auf die galiläische Landschaft.